# Luzonicus
Luzonicus is een geslacht van kevers uit de familie  
kniptorren (Elateridae).
Het geslacht is voor het eerst wetenschappelijk beschreven in 1916 door Fleutiaux.

## Soorten
Het geslacht omvat de volgende soorten:
- Luzonicus bakeri (Fleutiaux, 1918)
- Luzonicus bakeri Fleutiaux, 1916
- Luzonicus harmandi (Fleutiaux, 1918)
- Luzonicus murrayi (Candèze, 1874)
- Luzonicus murrayi Candèze, 1874